# Запорожці (картина)
«Запоро́жці» (також відома як «Запоро́жці пи́шуть листа́ туре́цькому султа́нові») — картина українського художника Іллі Рєпіна, яку він створив у чотирьох екземплярах. Роботу над величезним панно (2,03×3,58 м) він почав 1880 року і закінчив лише 1891-го.
Етюди до картини художник писав у кубанській станиці Пашківській, Катеринославі та у маєтку Качанівка Чернігівської губернії.
Сюжетом цієї картини став відомий Лист запорожців турецькому султанові, написаний як відповідь запорозьких козаків на вимогу османського султана Мегмеда IV.

## Сюжет
За легендою, лист було написано 1676 року кошовим отаманом Іваном Сірком «з усім кошем Запорозьким» у відповідь на ультиматум султана Османської імперії Мегмеда (Мухаммеда) IV. Оригінал листа не зберігся, однак у 1870-х роках Катеринославським етнографом-любителем Я. П. Новицьким була знайдена копія, зроблена у XVIII столітті. Він передав її відомому історику Дмитру Яворницькому, який одного разу зачитав її як курйоз своїм гостям, серед яких був, зокрема, Ілля Рєпин. Художник зацікавився сюжетом, і 1880 року почав першу серію етюдів.

## Історія створення
Рєпін сам на достатньому рівні знав історію українського народу, проте задля створення цієї роботи звернувся до історика Дмитра Яворницького (на картині зобразив його писарем). У листі до Володимира Стасова Ілля Рєпін писав: «…ніхто на всьому світі не відчував так глибоко свободи, рівності й братерства, як козаки».
Попередні замальовки (альбом «Малоросійські типи») здійснив під час подорожі 1880—1881 років. Коли в літературному журналі «Північ» 1886 року надрукували один із цих ескізів під назвою «Хохол», Рєпін звернувся до гравера В. Мате, аби той передав редактору журналу П. М. Гнедичу, щоб він не змінював написів під його творами на ті, які неправильно відображають назву народу й принижують його національну гідність.

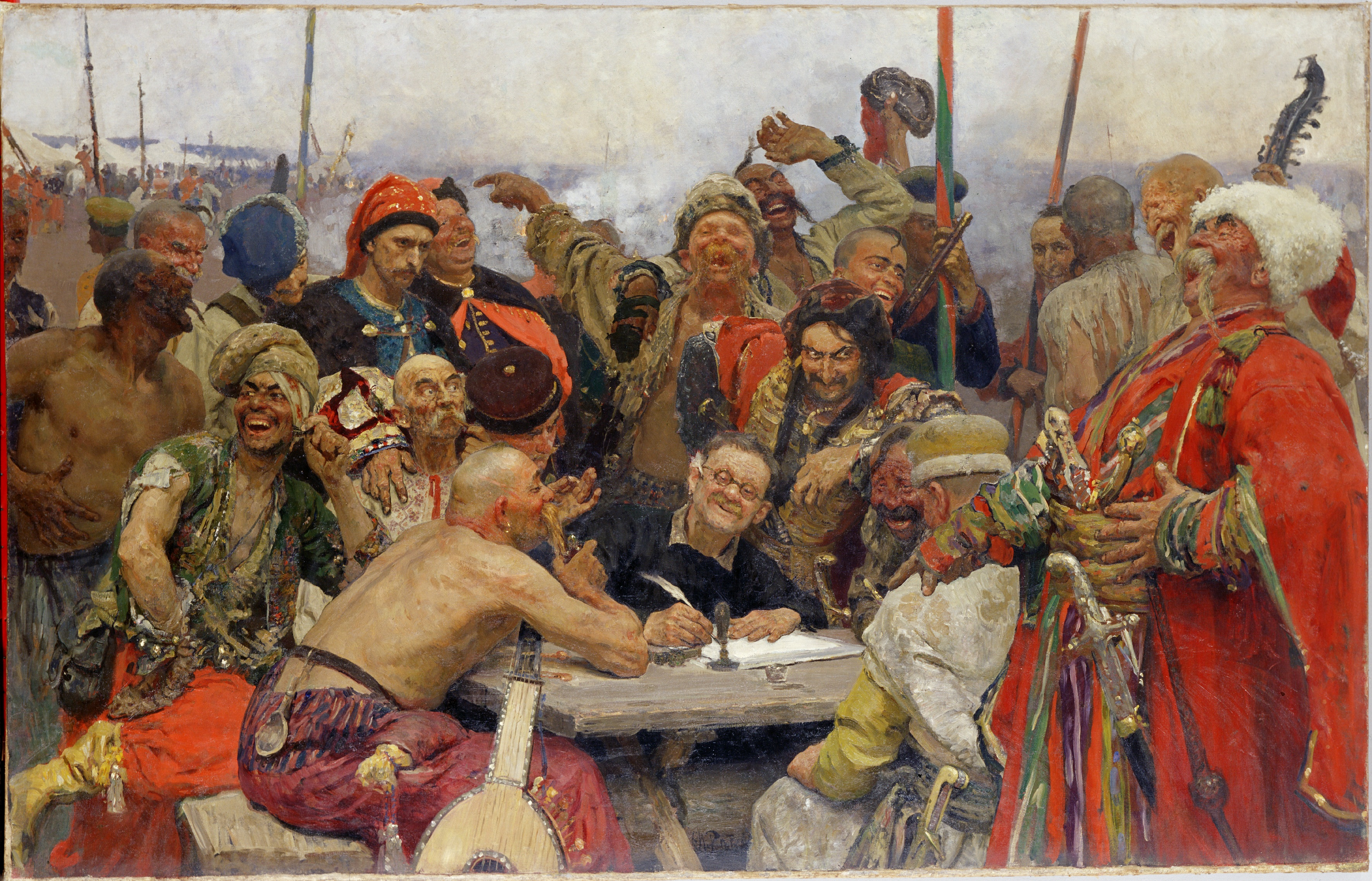
Ескіз, що зберігається в Харківському художньому музеї

Після 1880 року Рєпін займався неквапливою та тривалою серією ескізів і підбором моделей. Позували Рєпіну для картини багато відомих особистостей. Зокрема, для центральних персонажів художник вибрав Дмитра Яворницького — писар, а за отамана Сірка — самого київського генерал-губернатора Михайла Драгомирова. Усміхненого козака у білій шапці позував журналіст і письменник Володимир Гіляровський. Перший закінчений ескіз олією з'явився 1887 року. Рєпін подарував його Яворницькому. Пізніше Яворницький продав його Павлу Третьякову, і нині ескіз висить у Третьяковській галереї.
Перший варіант картини був завершений 1891 року. Після першого публічного огляду художника критикували, бо, на думку багатьох, картина була «історично недостовірною». Але доля полотна склалася вдало: після шумного успіху на декількох виставках у Росії та за кордоном (Чикаго, Будапешт, Мюнхен, Стокгольм) картину 1892 року купив за 35 тисяч рублів імператор Олександр III. Картина залишалася у царських зібраннях до 1917 року, а після революції опинилася у зібраннях Державного Російського музею.
Ще не завершивши основний варіант, Рєпін 1889 року почав працювати над другим варіантом, який трохи поступається за розмірами початковому варіанту. Цей фінальний варіант «Запорожців» художник спробував зробити «історично достовірнішим», але не завершив роботу над ним. Зберігається він зараз у Харківському художньому музеї.

### Приклади попередніх експериментів

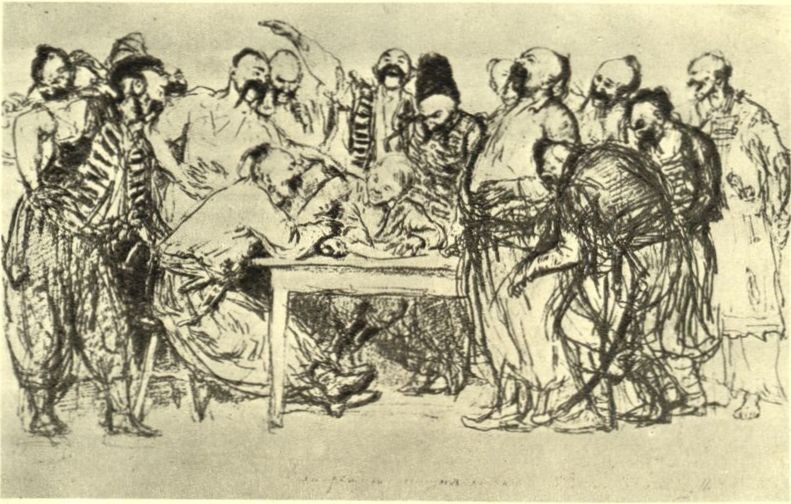
Ескіз деревним вугіллям (1878). Третьяковська галерея
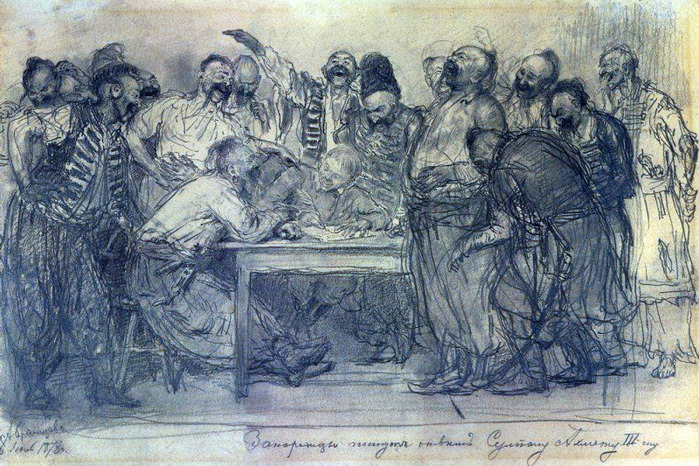
Ескіз деревним вугіллям (1878). Третьяковська галерея
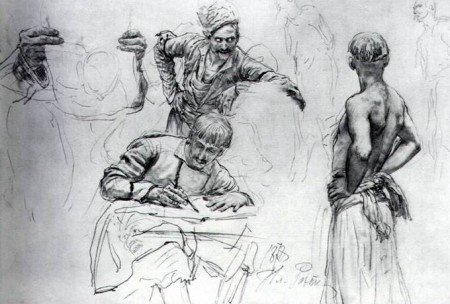
Ескіз деревним вугіллям (1878). Третьяковська галерея
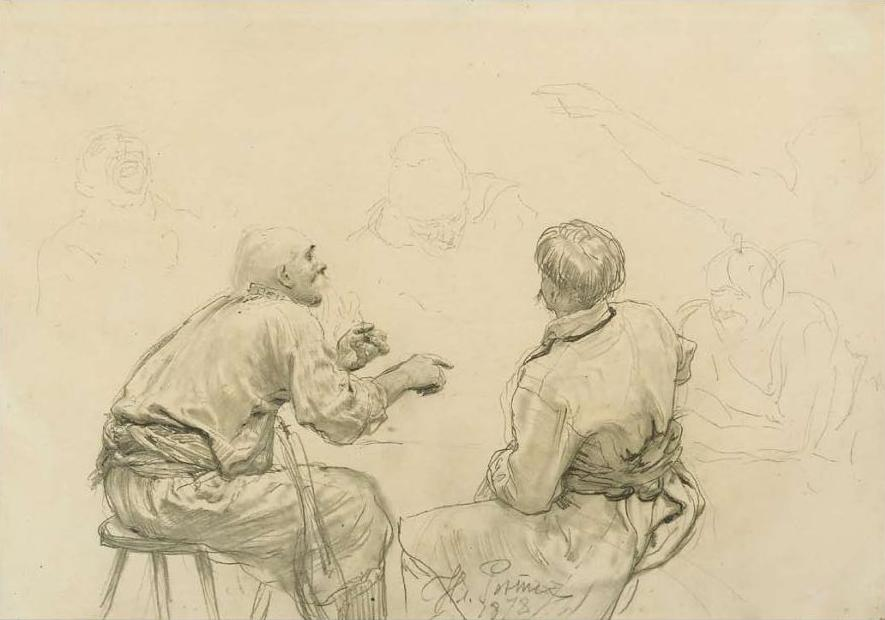
Ескіз деревним вугіллям (1878). Приватна колекція

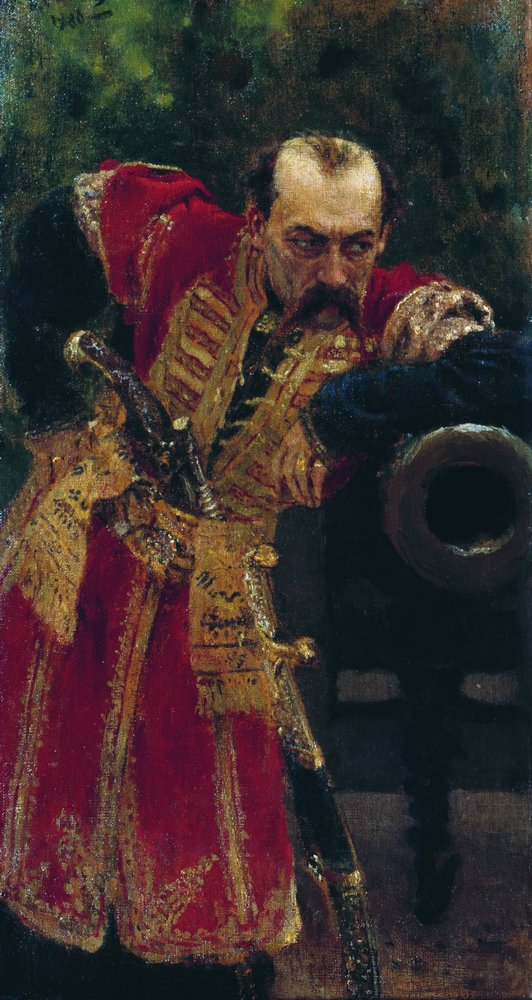
Запорожський полковник (1880). 56 × 31 см. Художній музей, м. Суми.
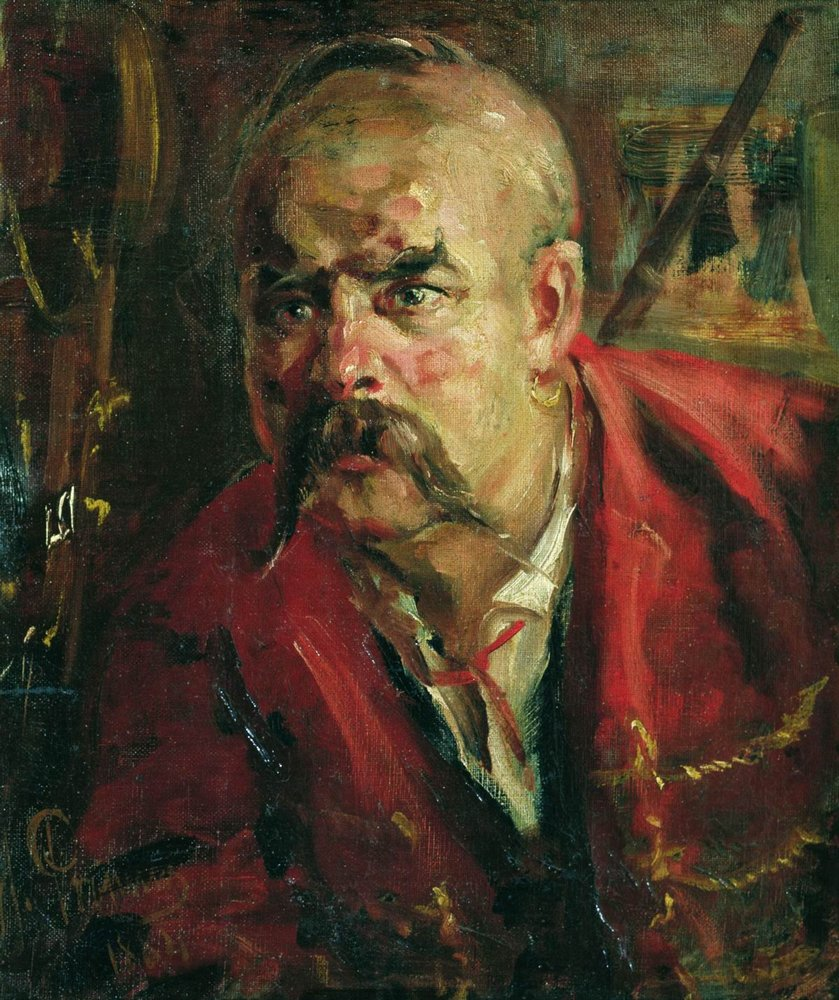
Запорожець (1884).  Олія. 49 × 41,5 см. Музей образотворчих мистецтв, Нижній Тагіл, Росія.
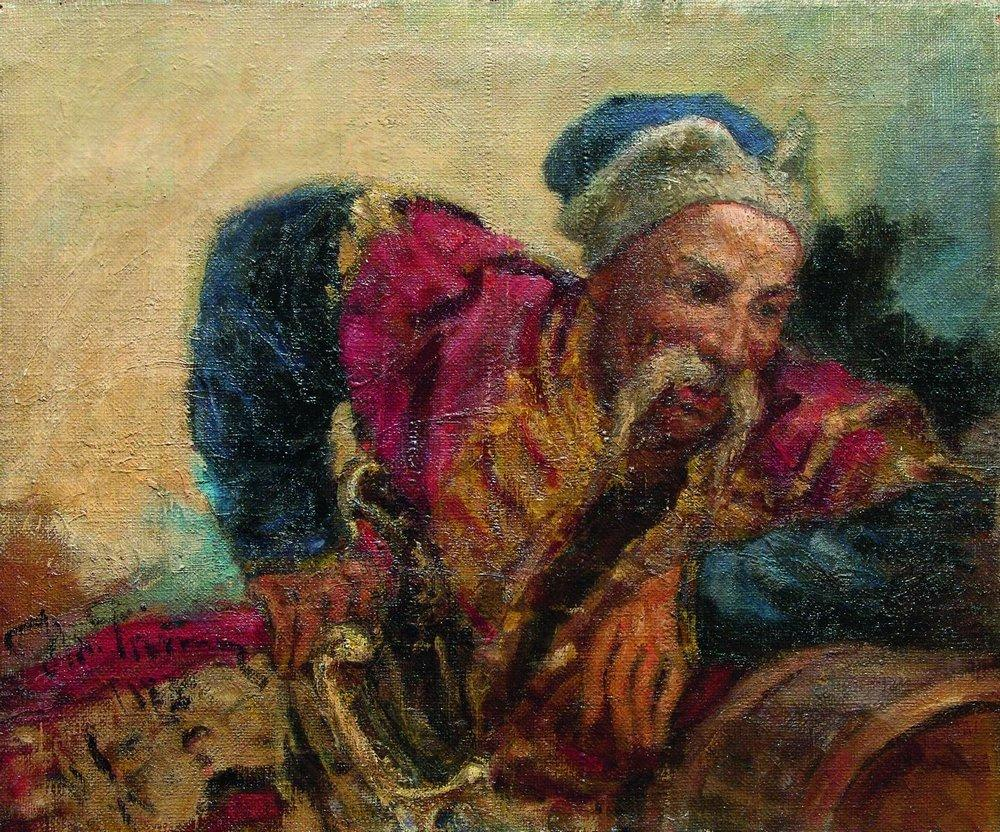
Отаман Іван Сірко (1889).  Олія. 68,5 × 82 см. Приватна колекція.

## Прототипи персонажів
| Персонаж | Відомості |
|          | Один із вельми колоритних персонажів змальований з художника Івана Францевича Циоглінського, викладача малювальної школи Імператорського Товариства заохочення мистецтв, активного учасника пітерського творчого об'єднання «Світ мистецтва». За національністю він був поляком, проте все-таки склав компанію запорожцям. |
|          | Красень із благородними рисами обличчя і цілком інтелігентною усмішкою — онучатий племінник відомого російського композитора Михайла Глінки. Знайшов Рєпин молоду людину в Петербурзі — в ті часи той був камерпажем. |
|          | Високий козарлюга з пов'язкою на голові — це одеський художник Микола Дмитрович Кузнецов. Жартівник, силач, академік Академії мистецтв, професор, керівник класу батального живопису в Академії. За національністю він був греком. |
|          | Беззубий зморщений дідусь із люлькою був замальований Рєпіним із випадкового подорожнього на пристані міста Олександрівська (нині Запоріжжя). |
|          | Типовий бурсак, підстрижений під макітру і що не встиг ще відростити вуса, — художник Порфирій Денисович Мартинович. Навчався в Академії мистецтв, володів філігранною графікою, але через хворобу в 25 років був вимушений залишити живопис. Рєпін ніколи його не бачив вживу, тому персонажа він писав не з живого Мартиновича, а з гіпсової маски, знятої з лиця молодого художника. Коли з нього знімали маску, той усміхнувся, і усмішка так і залишилася на масці. Так її Рєпін і змалював. |
|          | Для похмурого козака із смерковим поглядом позував Василь Васильович Тарновський, український колекціонер і меценат, власник відомого маєтку Качанівка. У Качанівці Рєпін змальовував козачу амуніцію (а заразом — і самого Василя Васильовича), якої у Тарновського було дуже багато. Його колекція старовини козацької епохи стала основою колекції Чернігівського історичного музею. |
|          | Образ козака Голоти змальований з кучера Василя Тарновського Микишки. Рєпін, будучи захоплений Микишикиними щербатістю, одноокістю, нетверезістю і смішливістю, встиг його замалювати, коли вони разом з Тарновським переправлялися через Дніпро на поромі. |
|          | Кошовий отаман Іван Дмитрович Сірко — одна з центральних фігур картини. Художник довго шукав для нього образ, що був схожим, зупинившись, врешті-решт, на генералові Михайлі Івановичі Драгомірові, тодішньому командувачі військами Київського військового округу, згодом — київському генерал-губернаторі. |
|          | Персонаж, що зображає татарина, малювався, дійсно, із студента-татарина. Але не всі риси обличчя у нього татарські. Прекрасні білі зуби були змальовані художником з черепа козака-запорожця, знайденого на розкопках біля Січі. |
|          | Для товстуна, який зображає ще одного хрестоматійного персонажа — Тараса Бульбу, прототипом став професор Петербурзької консерваторії Олександр Рубець. Хоча Олександр Іванович жив і працював у Пітері, родом він був із Стародуба, був нащадком польського шляхетського роду. |
|          | Із-за Бульби понуро виглядає худий, високий довговусий козак. Це ще один музикант, соліст Маріїнського театру, Федір Гнатович Стравінський, батько відомого композитора Ігоря Стравінського. |
|          | Власник цієї обширної лисини і триповерхової потилиці — Георгій Петрович Алексєєв. Предводитель дворянства Єкатеринославської губернії, Обер-гофмейстер двору його Величності, кавалер майже всіх російських орденів, почесний громадянин міста Катеринослава, пристрасний нумізмат, автор наукових праць по російській нумізматиці. Побачивши його унікальну потилицю і лисину Рєпін зажеврів бажанням відобразити їх на картині. Проте Алексєєв з обуренням відкинув пропозицію художника позувати йому в такій непривабливій позі. Тут на допомогу Рєпіну прийшов Яворницький. Запросивши Алексєєва подивитися свою колекцію монет, він нишком посадив художника ззаду, і поки довірливий нумізмат милувався колекцією, моторна рука майстра зобразила його в потрібному ракурсі. Георгій Петрович упізнав себе вже в Третьяковці і був дуже ображений на обох, але робити було нічого. |
|          | Напівголий запорізький вояка (заразом і картяр) — це приятель Рєпіна і Яворницького, педагог народної школи, Костянтин Дмитрович Белоновський. Картярем він був лише за сюжетом картини, а зовсім не в житті. Саме тому, що цей персонаж повинен являти собою образ не тільки воїна, але і любителя азартних ігор, він зображений з голим торсом — при серйозній грі козаки знімали сорочки, щоб не ховали карти за пазуху і в рукави. |
|          | Писар — Дмитро Іванович Яворницький. Саме він був головним натхненником і консультантом художника. Саме з експонатів зборів Яворницького Рєпін змалював велику частину амуніції, зброї і іншої козацької атрибутики. Перший закінчений ескіз картини Ілля Юхимович подарував саме Дмитру Івановичу. Усмішку, яка відображена на картині, Рєпіну вдалося видавити з Яворницького не відразу. Коли Яворницький приїхав в майстерню художника позувати, він був вельми похмурий. Але у Рєпіна знайшовся журнал з карикатурами, який він підсунув Яворницькому. Той, проглянувши декілька сторінок, заусміхався, і у такому вигляді потрапив в остаточний варіант картини. |

## Цікаві факти

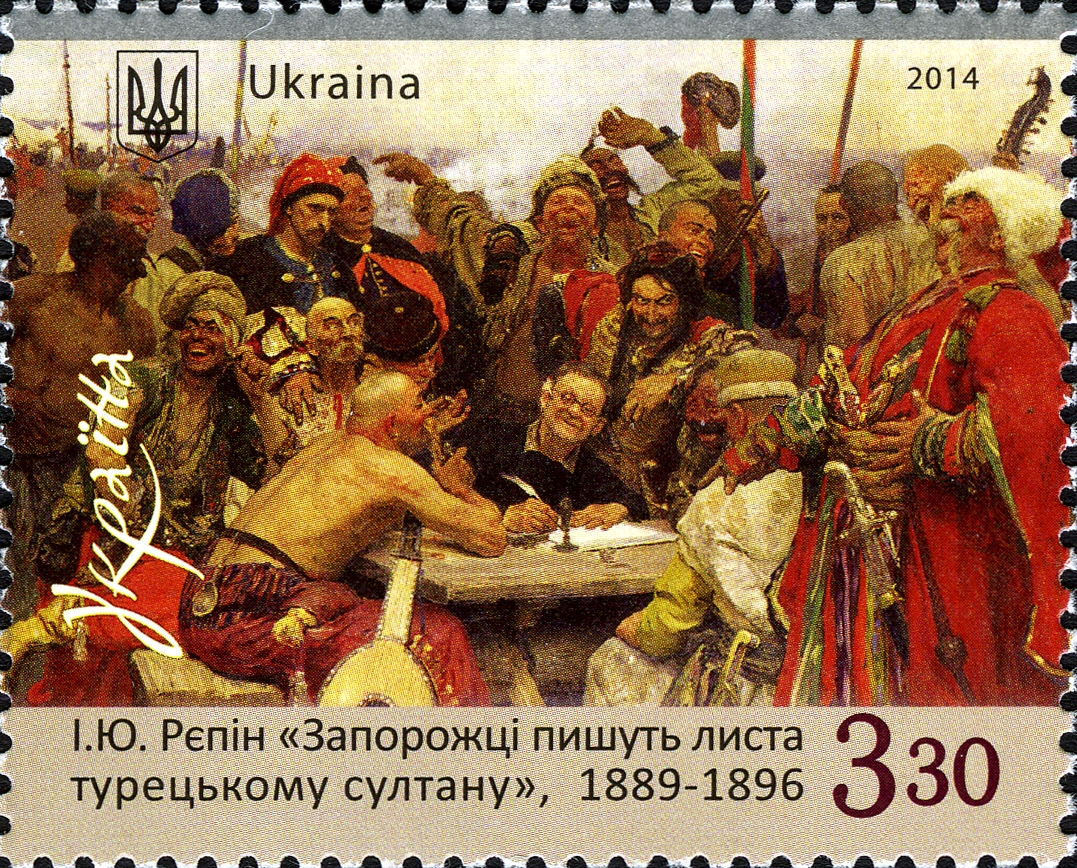
Поштова марка України, 2014

- У лівій частині полотна козаки тримають списи, древка яких розмальовані в синьо-жовті та червоно-чорні кольори. Консультантом художника під час написання цієї картини був знаний історик українського козацтва Дмитро Яворницький. Саме з експонатів колекції Яворницького Рєпін змалював велику частину амуніції, зброї, іншої козацької атрибутики, зокрема й прапори[4].
- Картина надихнула українського письменника Володимира Малика на створення пригодницько-історичної тетралогії «Таємний посол»
- Існує також версія, що прототипом Тараса Бульби на картині був журналіст Володимир Гіляровський.